# Museum van Bommel van Dam

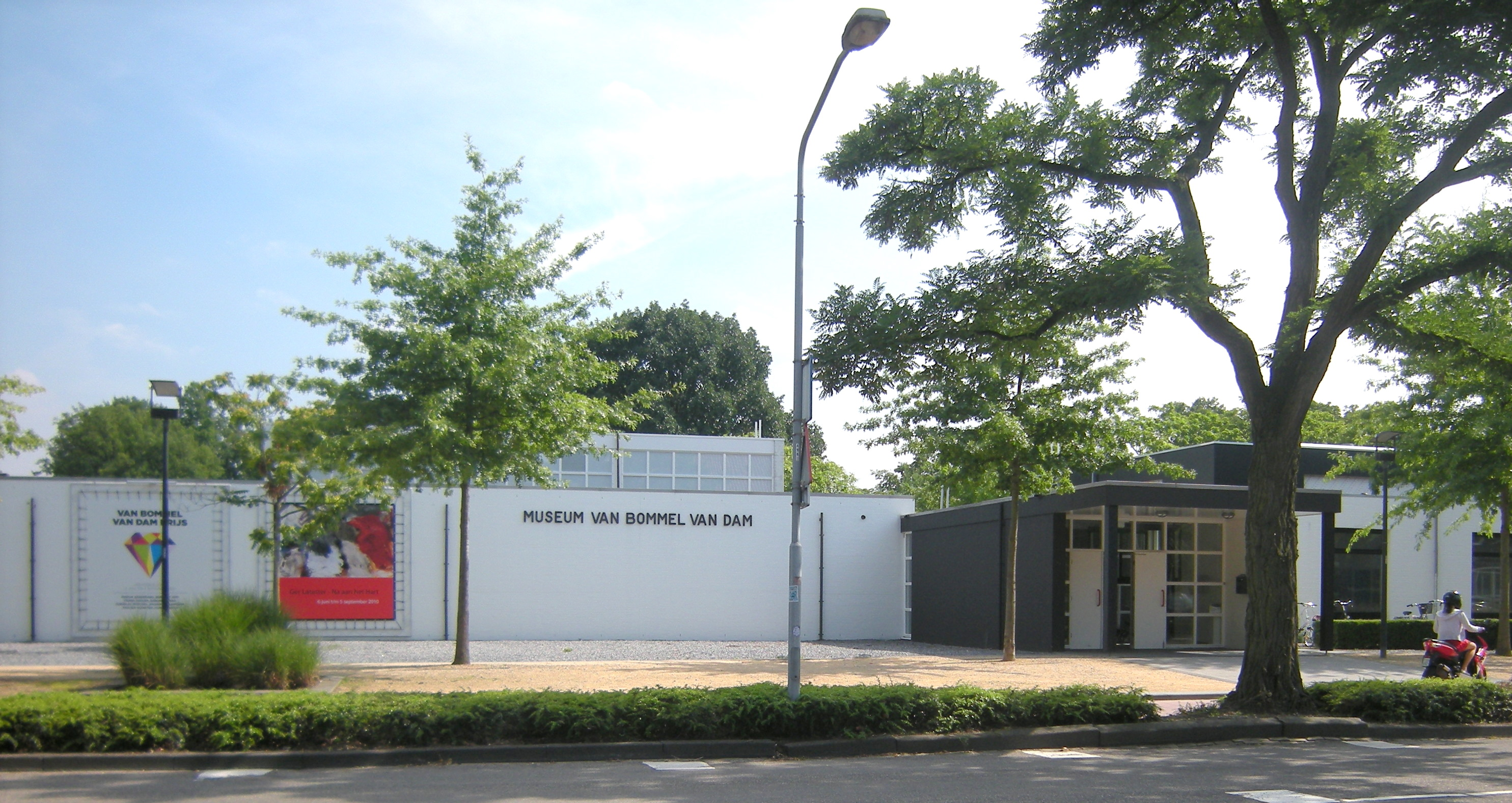
Museum van Bommel van Dam, 2010

Das Museum van Bommel van Dam ist ein 1971 eröffnetes Kunstmuseum in Venlo in der niederländischen Provinz Limburg. Museum van Bommel van Dam ist eines der zehn Museen, die zu der Kooperation Crossart gehören.
Die private Sammlung von Maarten van Bommel (1906–1991) und Reina van Bommel (geborene van Dam) (1910–2008), die ca. 1200 Exponate umfasst, wurde 1969 der Stadt Venlo gestiftet und bildet den Kern der heutigen Museumssammlung.
Nach seinen Vorgängern Lei Alberigs, Thei Voragen und Rick Vercauteren ist heute Paulo Martina Museumsleiter.
2014 fand die Ausstellung Join In! statt. Für 100 € pro m² war es möglich, ein Stück Museumswand für die Dauer der Ausstellung zu mieten. Außer der Entrichtung des Mietpreises gab es keine Teilnahmebedingungen.

## Sammlung
Der Schwerpunkt der Sammlung liegt auf Werken der zeitgenössischen, niederländischen Kunst, u. a. der Künstlervereinigungen CoBrA und Amsterdamer Limburger/Amsterdamse Limburgers. Zu den Künstlern der Sammlung gehören: Karel Appel, Armando, Bram Bogart, Kees van Bohemen, Eugène Brands, Gerrit Benner, Constant Nieuwenhuys, Guillaume Cornelis van Beverloo, Pieter Defesche, Jef Diederen, Rineke Dijkstra, Edgar Fernhout, Hubertine Heijermans, Frank van Hemert, Anton Heyboer, Hokusai, Ger Lataster, Lucebert, Lei Molin, Jaap Nanninga, Erwin Olaf, Anton Rooskens, Cornelia Schleime, Rob Scholte, Jan Schoonhoven, Shinkichi Tajiri, JCJ Vanderheyden, Jaap Wagemaker und Theo Wolvecamp.